# Pomnik ofiar katastrofy lotniczej w 1980 roku w Warszawie
Pomnik ofiar katastrofy lotniczej w 1980 roku w Warszawie – pomnik w warszawskiej dzielnicy Żoliborz odsłonięty w 1986 roku, poświęcony pamięci ofiar katastrofy lotniczej samolotu IŁ-62 Mikołaj Kopernik, która wydarzyła się 14 marca 1980 roku na warszawskim Okęciu. Wśród ofiar katastrofy było m.in. 22 członków amatorskiej reprezentacji Stanów Zjednoczonych w boksie, udającej się na zawody do Polski, i polska piosenkarka - Anna Jantar, wracająca z trasy koncertowej w USA.

## Lokalizacja
Pomnik został pierwotnie odsłonięty na terenie klubu sportowego Skra przy ul. Wawelskiej 5 w Warszawie (w dzielnicy Ochota), tuż przy stadionie Skra. W połowie 2013 roku został przeniesiony w lepiej wyeksponowane miejsce w pobliżu Centrum Olimpijskiego przy ul. Wybrzeże Gdyńskie.

## Geneza pomnika
14 marca 1980 roku wydarzyła się w Warszawie katastrofa lotnicza. Powracający z transatlantyckiego rejsu z Nowego Jorku samolot Polskich Linii Lotniczych LOT Ił-62 Mikołaj Kopernik, w czasie podchodzenia do lądowania rozbił się przy forcie Okęcie. Na pokładzie samolotu przebywała m.in. 22-osobowa reprezentacja USA w boksie amatorskim. W czasie katastrofy wszyscy przebywający na pokładzie samolotu ponieśli śmierć.

## Opis pomnika
Pomnik ma formę postumentu – brązowego graniastosłupa o podstawie trójkątnej, osadzonego na granitowej płycie – na którym leży znokautowany bokser, również wykonany z brązu. Postument liczy 213 cm, a figura boksera 50 cm. Pomnik został odsłonięty w pierwotnym miejscu 13 listopada 1986 roku.
Na jednej ze ścian postumentu wyryto napisy w języku polskim i angielskim:

UTRACENI LECZ NIE ZAPOMNIANI...NIE W WALCE LECZ PRZEZ LOS
DOWN BUT NOT OUT...LOST BUT NOT FORGOTTEN
POŚWIĘCONO TYM WSZYSTKIM, KTÓRZY ZGINĘLI PODCZAS LOTU NR 007 POLSKICH LINII LOTNICZYCH LOT W DNIU 14 MARCA 1980 ROKU
DEDICATED TO ALL WHO PERISHED ON LOT AIRLINE FLIGHT 007 POLSKICH LINII LOTNICZYCH LOT ON MARCH 14, 1980
REPREZENTACJA DRUŻYNY BOKSERSKIEJ NA ZAWODY W POLSCE
THE UNITED STATES BOXING DELEGATION TO POLAND

Następnie wymienione są nazwiska członków reprezentacji bokserskiej:

1. Kelvin D. Anderson
2. Elliot Chavis
3. Gary Tyrone Clayton
4. Walter Harris
5. Byron Lindsay
6. Andrea McCoy
7. Paul Palomino
8. Byron Payton
9. George Pimental
10. Chuck Robinson
11. David Rodriguez
12. Lemuel Steepels
13. Jerome Stewart
14. Colonel Bernard Callahan
15. Thomas "Sarge" Johnson
16. Joseph F. Bland
17. John Radison
18. Junior Robles
19. Lonnie Young
20. Delores Wesson
21. Dr. Ray Wesson
22. Steve Smigiel

Identyczny pomnik znajduje się na terenie Ośrodka Przygotowań Olimpijskich Kadry USA w Colorado Springs i został tam ustawiony wcześniej, 7 sierpnia 1985 roku. Fundatorami i pomysłodawcami pomników byli Thomas Kane z firmy Printon Kane and Company oraz Międzynarodowe Stowarzyszenie Boksu Amatorskiego, a ich autorem był amerykański artysta rzeźbiarz Auldwin Thomas Schomberg.
Pomniejszone repliki pomnika zostały wręczone rodzinom wszystkich ofiar. Jak stwierdził autor pomnika, najbardziej emocjonującą częścią projektu było spotkanie z rodzinami.